# Mecyclothorax karschi
Mecyclothorax karschi är en skalbaggsart som först beskrevs av Blackburn 1882.  Mecyclothorax karschi ingår i släktet Mecyclothorax och familjen jordlöpare. Inga underarter finns listade i Catalogue of Life.